# Стефан Лулчев
Стефан Лулчев – Лулата е български футболист, защитник, шампион на България и носител на купата с ЦСКА, бронзов медалист с „Локомотив“ Пловдив.

## Кариера
Юноша на „Локомотив“ Пловдив, играе като защитник, дебютира в първия състав през 1989 г. и играе в отбора до 1993 г. След това за кратко е в „Черноморец“ Бургас през 1993 и „Розова долина“ Казанлък през 1994 г. Същата година се завръща в пловдивския „Локомотив“, а в началото на 1996 преминава в ЦСКА.
Печели титлата на България с ЦСКА през 1996/1997. Двукратен носител е на купата на България: през 1996/97 (на финала отбелязва едно от попаденията за победата с 3:1 над Левски) и 1998/1999.
За армейците играе до началото на 2000, като през 1999 играе под наем в Септември София. В периода 2000/02 играе в Марек Дупница, а през 2002 е в Ботев Пловдив.
На 22 май 2017 г. той се самоубива.